# The Beat Club Bremen 1972
The Beat Club Bremen 1972 – album koncertowy King Crimson, wydany w lutym 1999 roku nakładem Discipline Global Mobile jako CD. Ukazał się jak nr 3. w serii wydawniczej „The King Crimson Collectors' Club”.

## Historia albumu
Latem 1972 roku Robert Fripp reaktywował King Crimson w nowym składzie z Johnem Wettonem (byłym członkiem Family), Billem Brufordem (byłym członkiem Yes), Davidem Crossem oraz Jamiem Muirem, który do swego instrumentarium wprowadził takie przedmioty jak: stary puzon, nastrojone butelki po wybielaczu i worek liści. Materiał muzyczny albumu został zarejestrowany podczas występu King Crimson w niemieckim programie telewizyjnym The Beat Club. Jest to nagranie monofoniczne, zarejestrowane przez Roberta Frippa na tzw. otwartej taśmie szpulowej. Fragment koncertu został również zarejestrowany jako wideo będąc jednym z niewielu profesjonalnych nagrań wideo tamtego składu zespołu. Głównym elementem 45-minutowego koncertu jest 30-minutowy, improwizowany utwór „The Rich Tapestry of Life”. Płytę uzupełniają: „Exiles” i skrócona wersja „Larks' Tongues in Aspic I”. Długa improwizacja pokazuje, że zespół nie wszystkim przypadł do gustu. Jak wspominał John Wetton: „Byliśmy niedostatecznie przygotowani, nie mieliśmy pewności siebie, nie znaliśmy się”.

## Lista utworów
Lista i informacje według Discogs:
| 1. | Improv: The Rich Tapestry Of Life Bruford, Cross, Muir, Wetton, Fripp | 29:49 |
|    |                                                                       |       |
| 2. | Exiles Wetton, Palmer-James, Fripp                                    | 7:52  |
|    |                                                                       |       |
| 3. | Larks' Tongues In Aspic Part I Bruford, Cross, Muir, Wetton, Fripp    | 6:51  |
|    |                                                                       |       |
|    |                                                                       | 44:32 |
|    |                                                                       |       |
Do albumu dołączono 24-stronicową książeczkę.

## Muzycy
- David Cross – skrzypce, melotron
- Robert Fripp – gitara, melotron
- John Wetton – gitara basowa i śpiew
- Bill Bruford – perkusja
- Jamie Muir, instrumenty perkusyjne i inne akcesoria

## Produkcja
- produkcja – David Singleton, Robert Fripp

## Odbiór

### Opinie krytyków
| Recenzje      | Recenzje |
| Publikacja    | Ocena    |
| ------------- | -------- |
| AllMusic      | [ 2 ]    |
| Prog Archives | 3.92/5.0 |
| RYM           | 3.78/5   |
| Sputnikmusic  | 3.7/5    |
| Teraz Rock    | [ 8 ]    |

W opinii Lindsaya Planera z AllMusic „krótki okres występów tej konkretnej grupy czyni to nagranie [The Beat Club Bremen 1972] jeszcze bardziej wyjątkowym” wziąwszy pod uwagę fakt, iż Jamie Muir odszedł z King Crimson niespełna niecałe sześć miesięcy po tym nagraniu.
Według zespołu redakcyjnego PopMatters improwizowany utwór „The Rich Tapestry of Life”„wyraźnie jest dziełem wciąż rozwijającego się zespołu (który kilka miesięcy później nagra swój pierwszy album, Larks’ Tongues in Aspic), zawiera kilka momentów błyskotliwości, zwłaszcza wysublimowany duet Cross/Fripp po jedenastu minutach”. Na całej płycie zwraca uwagę gra Jamie Muira, a jego rola w stosunku do perkusji Bruforda jest, zdaniem redakcji „nieco podobna do tej, którą później odgrywał sam Bruford w stosunku do współ-perkusisty Pata Mastelotto w podwójnym trio z lat 90.”.
Na grę Muira zwraca uwagę również Jordan Babula z magazynu Teraz Rock: „dla wielu fanów takie właśnie nagrania mogą być najciekawsze – z Jamie Muirem jako drugim perkusistą” jako dając jako przykład 'Larks' Tongues in Aspic I', w którym to utworze „wkład Muira jest wprost nieoceniony”.